# Pentti Kristian Lerkki
Pentti Kristian Lerkki (ur. 1936, zm. 1993) – fiński urzędnik konsularny. 
Pełnił szereg funkcji w fińskiej służbie zagranicznej, m.in. wicekonsula Finlandii w Sztokholmie (1967-1970), konsula Finlandii w Gdańsku (1970-1974), jednocześnie wykonującego funkcję konsula Danii w Gdańsku (1970-1971), i następnie konsula Finlandii w Sztokholmie (1974-1978).